# スミ入れ (模型)
スミ入れ（墨入れ）は、模型製作における塗装技法のひとつ、またその塗装状態。

## 概要
元々は日本画や水墨画において墨を用いて輪郭線を入れる行為を指していたが、後に製図や漫画などのペン入れも含めるようになった。
模型製作においては、物体表面にある凹凸をハッキリと目立たせるために輪郭線を入れる作業で、わざとらしくならないように本体塗装色に近く、影のように見えるような色を用いて行う事が多い。
物体表面の凹凸を利用して塗り分けることと、塗料がはみ出ていたとしてもその後拭き取りの作業工程があるため、マスキングをしない事が多い。
非生物の模型において、特にパネルライン (装甲や外板の継ぎ目を表現した凹状のモールド) などに対して行われる。生物でも肌と衣服の境目、装着している備品など、際立たせたい部分に対しても行われる。また、小さなフィギュアの場合はウォッシングによる陰影表現もあり、スミ入れとウォッシングの区別は曖昧である。
以下の2つに大別される。
1. 凹部に塗料・顔料・パステルを入れて彩色すること。線状の塗装や陰影の表現であることが多い。
2. 平面や凸部の縁などにスジ状の細い線を彩色すること。

## 作業工程
下地の色よりも暗い(明度、彩度共に低い) グレーやブラウンを用いて凹部が陰になっているように彩色し、立体感を強調する目的で行われる。下地の色が黒か黒に近い暗い色の場合は影ではなく下地よりも明るい(明度の高い) 色を用いることがある。
1.では、粘度を低く (サラサラに、流動的に) した塗料を凹線部に毛細管現象も利用して流し込むように塗る。余分な塗料を拭き取れるように水性塗料やエナメルなど溶剤の弱い、または含まない塗料を用いると失敗が少ない。細いマーカーを利用することもある。ウォッシングとは違い凹み部以外には塗料をのせず、下地の色を凹み部以外は変化させない。
2.では、とくに陰影を表現する効果の場合のみ「スミ入れ」ということが多い。パネルラインのモールド表現が凹状ではなく凸状となっているもの (浮き彫り、浮き彫りモールド) に彩色する場合や、何も無い平面にパネルラインをスジ状の細い線で表現する場合は、細い筆を用いて筆の先をスジに当てて線を引く。塗料は1.よりも粘土の高いものを使用する。余分な塗料の拭き取る工程が無いため修正は難しく、定規をあててサッと線を引く。
エッジを際立たせるために縁に色を乗せる場合は、凸モールドと同様に細い筆の筆先を用いて線を引くように彩色する。